# モクズガニ
モクズガニ（藻屑蟹、学名：Eriocheir japonica）は、エビ目（十脚目）・カニ下目・イワガニ科に分類されるカニの一種。

## 形態
カニらしい形をしたカニで、歩脚が短いいわゆるオウギガニ型体形である。甲（甲羅）は正五角形の頂点を1つ取り除いたような六角形になり、大きさは長さ5cm×幅5.5cm程度になる。。表面は扁平、背中側の色は個体差もあるが全体に緑褐色から黒褐色である。腹側は白色。眼の周りの頭部には鋸歯が目立ち、額歯は2本（中央2本は丸い歯として数え計4歯とすることもある。）、眼の外側（眼後）の歯は大きなものが左右3つずつ並ぶ。鋏脚（はさみ）に濃い毛が生えるのが大きな特徴である。
体色は変異が大きい。これはモノトーンではなく、黄緑色の下地に黒い縞模様が混ざった豹柄に近い。野生の状態では付着物が覆っていて黒く汚れた個体も多い。あずき色や黄色の色素形成異常と思われる個体が見つかることがある。体色変異の個体は汚染された川に多いという報告もあるが、原因はよくわかっていない。汚染された地域では奇形個体もしばしば見つかるという。
成体では雌雄の形態差（性的二形）が明瞭で、雄は雌に比べたくさん毛の生えた大きな鋏脚を持ち、歩脚の長さは長い。成体の体サイズは雌雄でほぼ重なるが、雄の方が小型個体が多く、また最大サイズは大きい傾向がある。成体の雄には形態に関して二形が認められ、相対的に小さな鋏を持ち歩脚の長い小型個体と、たくさん毛の生えた大きな鋏脚と短い歩脚の大型個体の2タイプが分けられるが、雌はこのように分かれる傾向は認められない。これはカブトムシの角やクワガタムシの大顎など資源防衛型の交配システムをとる甲虫類でよく知られる現象である。
北海道や小笠原諸島に生息するモクズガニは、本州のものよりだいぶ大きくなり別種の可能性も考えられている。

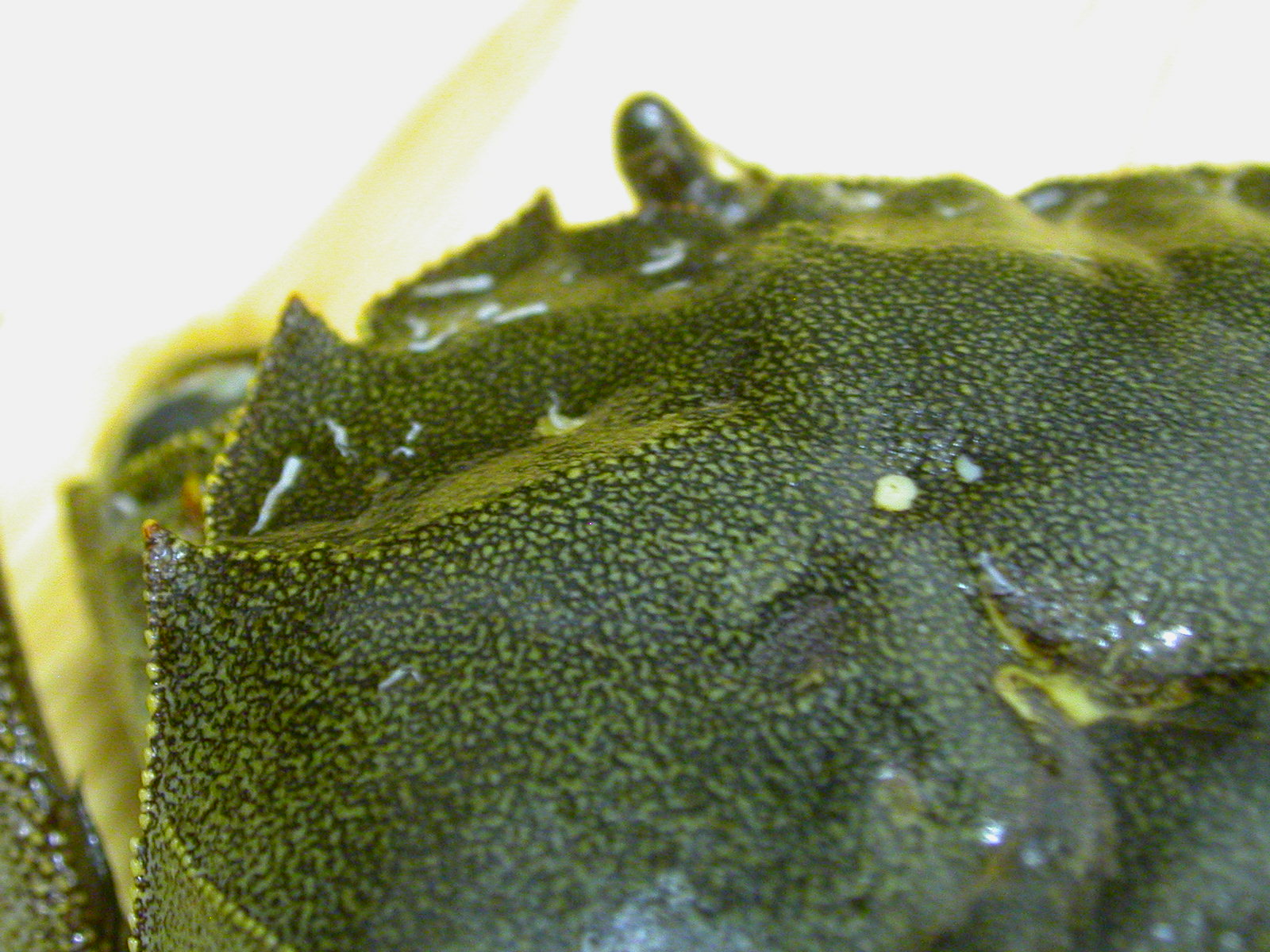
甲の拡大写真。細かいヒョウ柄が見える
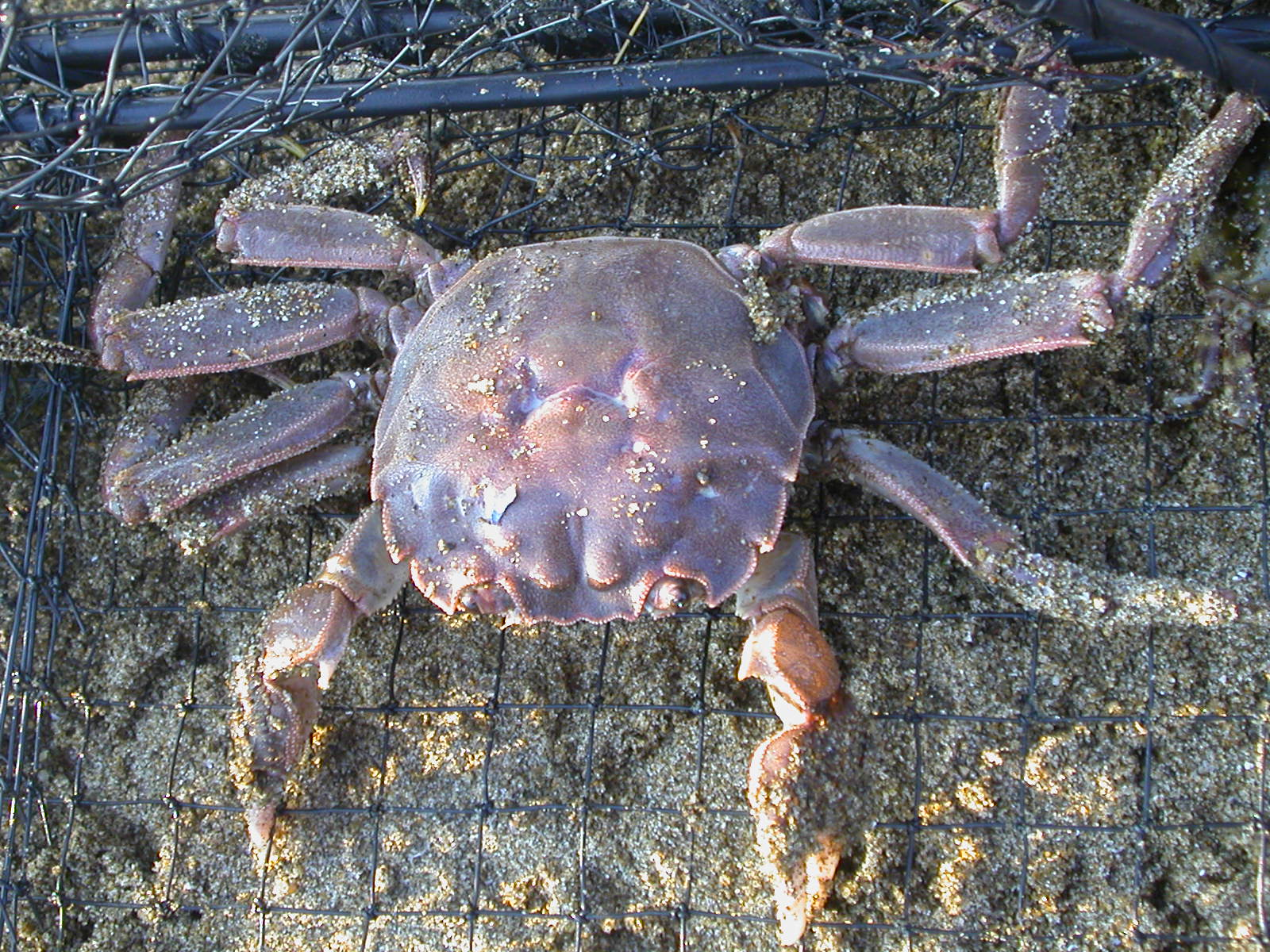
色素異常個体。やや透明な感じの淡赤褐色
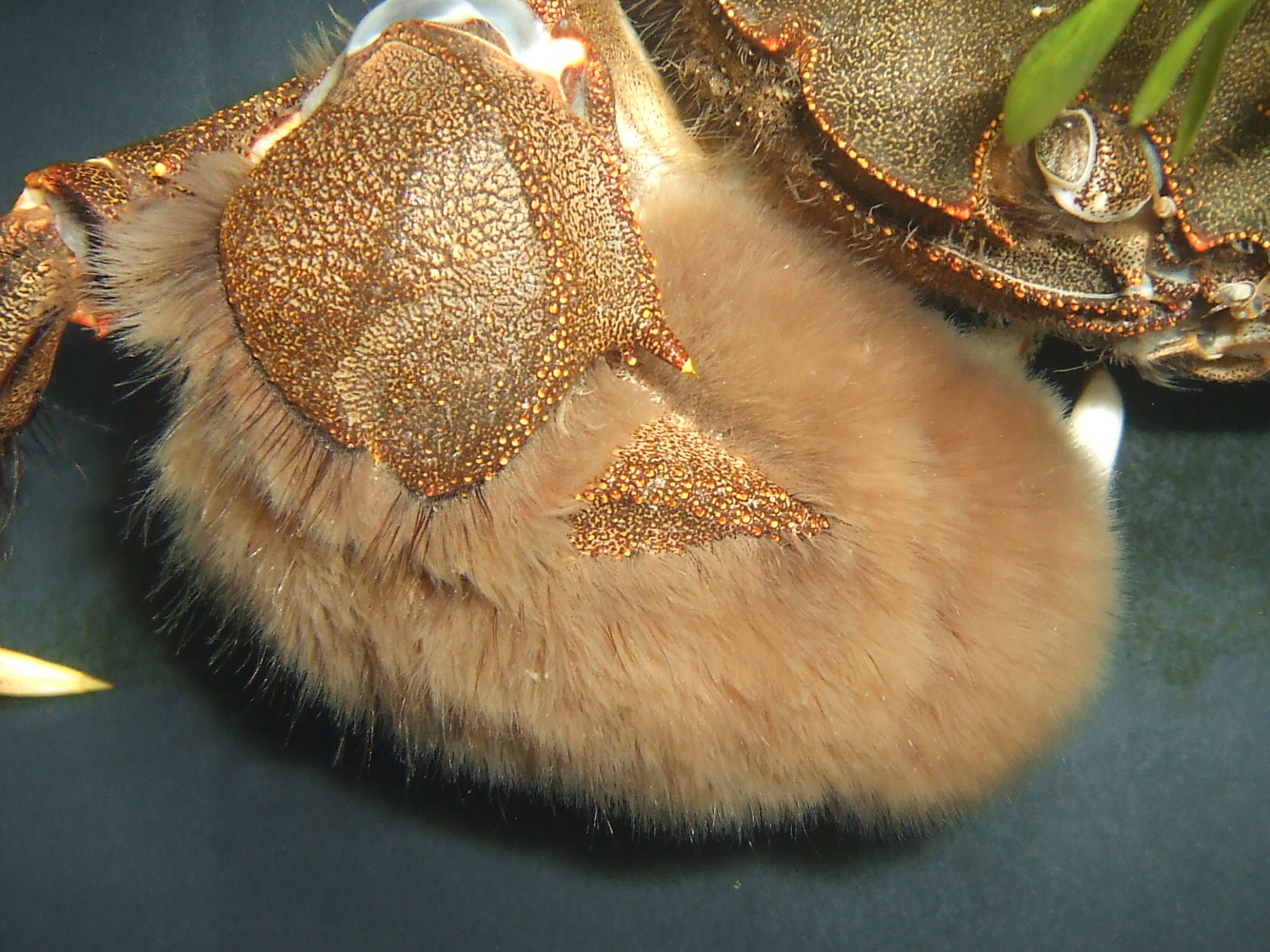
鋏脚のアップ

### 類似種
いわゆる上海ガニとして有名なチュウゴクモクズガニは甲羅が本種よりもやや大きく、前側縁は4歯出る。また、第4歩脚はモクズガニに比べて、あまり扁平にならず遊泳向きではなく歩行に適した形となっている 。

## 生態
雄のはさみ部分に毛が生えるカニは本種以外にも幾つか知られる。人工的に毛を剃り落とした個体を観察すると、対照個体よりも雌の獲得が難しくなる種と変わらない種が見られた。一部の種では毛を持つことで繁殖的に有利になると見られる。
食性はカワニナなどの貝類、ミミズ、小魚、水生昆虫、両生類などを捕食するところが目撃されやすい、あるいは魚のあらなどを誘引餌として用いたカニ籠が漁獲に用いられることから、主に肉食性と考えられていた。しかし、野生個体の胃内容を調べると通常底質からかき集められた枯死植物由来の有機物砕片（デトリタス）が胃を満たしており、肉食は機会的なものと考えられる。はさみの先端には黒い蹄状の爪がついている。この爪は多くのイワガニ科に共通する特徴でもあり、底質の表面に藻類などの微生物が形成したバイオフィルムを掻きとったりするのに適している。モクズガニは淡水域において、コンクリートの護岸壁や岩に着いた糸状緑藻類を引きちぎって口に運ぶ行動がよく観察され、胃内容物も糸状藻類が比較的よく検出される。一般にイワガニ類は雑食か植物食が本来の食性であり、たとえばヒメアシハラガニのように動物食に特化した例はむしろ珍しい。多くのイワガニ類は温帯-熱帯域の水辺の生態系において、比較的大きな有機物である植物の枯死体や落葉落枝など（粗粒状有機物 CPOM : coarse particulate organic matter）を消費することで砕片に分解し、細菌や菌類などの分解者が利用できやすい形（細粒状有機物 FPOM : fine particle organic matter や、溶存態有機物 DOM : dissolved organic matter）に変え、物質循環を促進するという、腐食連鎖の上で非常に重要な役割を占めている。日本の河川でも、アカテガニやベンケイガニ、クロベンケイガニなど多数の種が湿地帯でこの役割を果たしている。モクズガニも同様に水中においてこのような位置を占めていると考えられる。飼育を行う場合も、動物性の餌ばかり与えるとすぐに死んでしまうので、植物性の餌を中心に与えるのが望ましい。モクズガニが肺吸虫の二次宿主になることから、一次宿主のカワニナを好んで捕食するという説もあったが、河川では胃内容物にカワニナ由来のものが出るのはまれである。さらにサワガニに寄生する吸虫では自由に移動してサワガニに付着し、体表から体内に侵入することも報告されているため、モクズガニをカワニナの主要な天敵と考えない方がよさそうである。また鋏脚に密生した毛は食性に関係しているという説もあるが、採餌行動を見る限り実際はほとんど関係ないようで、胃内容物にも毛やそれに付着した物質が出てくることはほとんどない。また成長に伴い食性が変わり、動物性の餌への好みが増してくる傾向があるようで、魚肉を餌として誘引するカニ籠には、ほぼ甲幅3cm程度以上の中・大型個体しかかからない。胃内容物も、海域の成体は淡水域の未成体に比べて明らかに動物性の餌が多くなっている。飼育下では脱皮直後の軟甲個体が共食いされることも多いが、餌の与え方や水槽の広さ、岩の配置などによりある程度防ぐことも可能である。
成体は主に晩夏から秋に河川の淡水域に出現する。雌雄とも、一部の個体は越冬するが、多くの個体は秋から冬にかけて繁殖のために海へ下る。そのため成体は春以降夏の終わりまで淡水域ではほとんど採集されない。河口や海岸では、秋から翌年の初夏にかけて甲幅3-8cm程度の成体が採集される。長く海にいる成体には甲に海藻が付着していることがあり、時には20cm以上に成長した緑藻が見られることもある。また繁殖期の終わりには、海域に毛の禿げた個体や脚の欠損した個体が多く見られるようになる。脱皮しない限り、毛は伸びることはなく脚も生えてこないので、脱皮しない繁殖参加個体は禿げて脚の無いまま死ぬことになる。
様々な塩分濃度の環境に出現することは、モクズガニが非常に強力な体液（血リンパ）浸透圧調節能力を有することを意味している。カニ類の中でも海域にしか出現しない種ではほとんど浸透圧調節能力がなく、外液の浸透圧に受動的に変化し、塩分濃度が低くても高くても体液浸透圧が変化して死んでしまう。また海水と淡水の混ざり合う河川の感潮域（汽水域）に生息する種では、ある程度の薄い塩分濃度に対して、体液浸透圧を保つ働きが見られ、通常の海水の塩分濃度（3%前後）の他に薄い塩分濃度の範囲でも生存できる能力を獲得している。モクズガニはさらにその上をいく体液浸透圧調節能力があり、かなり薄い塩分濃度に対して耐える能力があるだけでなく、高い塩分濃度に対してもある程度浸透圧を保つ能力があることが知られている。このことは塩分濃度の低い淡水環境だけでなく、塩分濃度の高まる干潟の潮間帯の環境への適応能力が備わっていることを意味する。
甲殻類は開放血管系であり、血液と組織液（リンパ液）が分化しておらず、両者の機能を兼用する血リンパが全身を循環している。そのため脊椎動物でみられるような閉鎖血管系が、迅速に全身を循環する血液の恒常性を保ながら、その強い緩衝機能に依存して全身組織の細胞環境の恒常性を保っているのに比べると、血リンパ中の浸透圧を一定に保つことは難しい。そこで甲殻類は、高浸透圧環境下では浸透圧調節物質（オスモライト）を蓄積して細胞内浸透圧を上昇させ、細胞容積を保つよう進化してきた。このようなメカニズムは「細胞内等浸透調節」と呼ばれている。容易に生合成の可能な非必須アミノ酸であるグリシンやアラニンは、多くの無脊椎動物種で最も有効なオスモライトとされている。モクズガニの成体では、淡水域にいる間に細胞内に無機イオンとD-およびL-アラニンのみを細胞内に蓄積させて回遊に備え、河口に達するとさらにこれを増加させ、海ではD-およびL-アラニン以外に無機イオンに代えてグリシンを大きく増加させ細胞浸透圧を高めていることが明らかにされている。つまり成体は淡水にいる間に既に海域に下る準備が体内でできているということである。
モクズガニの繁殖は小林（1999）の総説論文が詳しい。成体は川に生息するモクズガニだが、幼生は塩分濃度の高い海でないと成長できない。そのため一生の間に海と河川の間を回遊する「通し回遊」の習性が生活史にみられる。ヤマトヌマエビやミナミテナガエビなど、淡水産のエビ類の多くも同様に通し回遊を行うが、これらはおもに淡水域で繁殖を行い幼生が海域へ流れ下る「淡水性両側回遊」と呼ばれるタイプである（魚類ではアユが当てはまる）。モクズガニはこれらとは異なり、親が海域へ移動し海域で繁殖を行う「降河回遊」（魚類ではウナギが当てはまる）というタイプである。琵琶湖や鹿児島県の池田湖など、海から遡上してくる経路の乏しい湖で大型個体が採集されることもあるが、海域での繁殖を活用しているモクズガニでは、淡水域で繁殖を行い生活史を全うする「陸封化」個体群は報告されたことはなく、進化する可能性も低いと考えられる。逆に淡水域に遡上せず、海域で生活史を全うする個体群（ウナギでは確認されている）も、報告されたことはない。

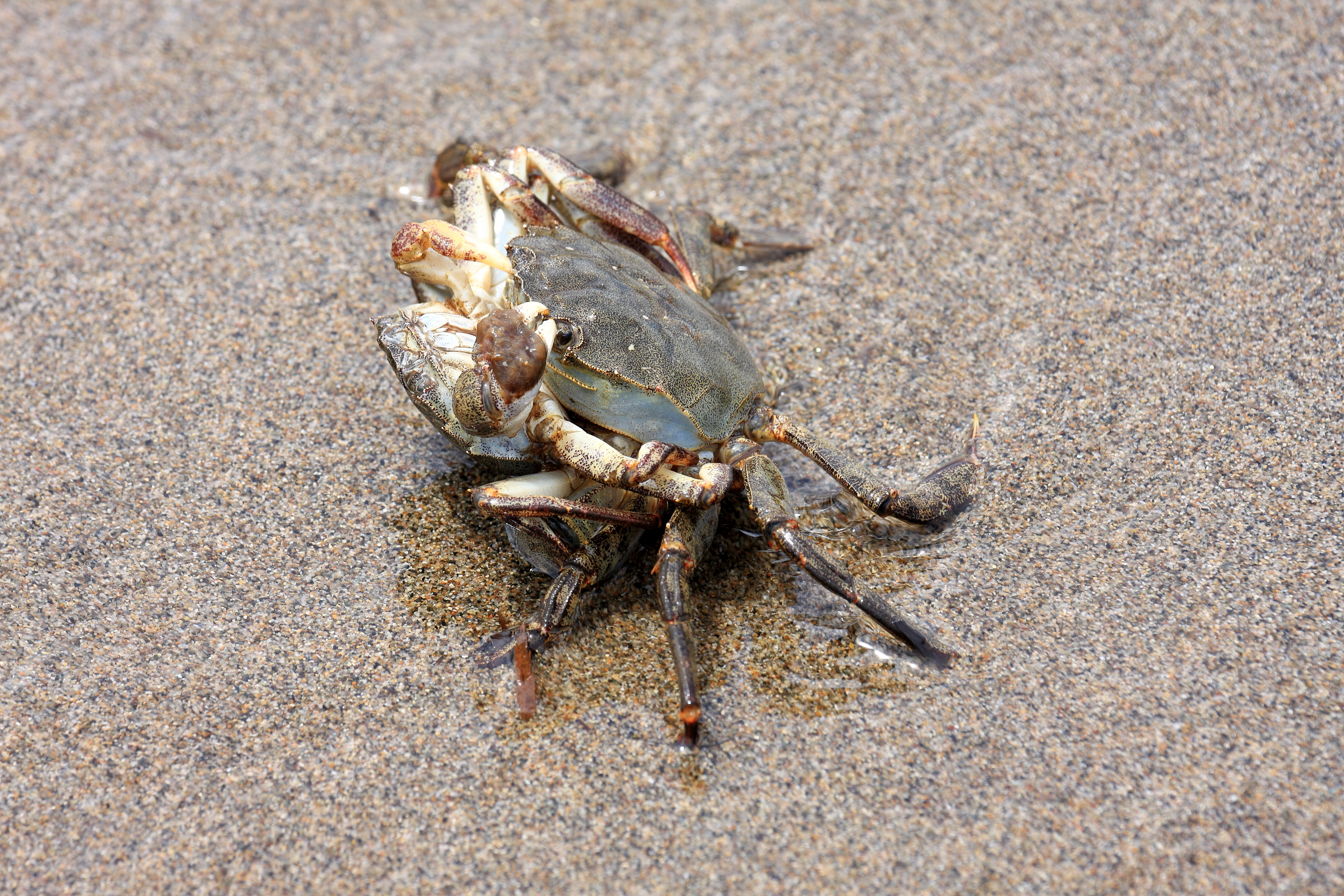
交尾をするモクズガニ

秋になると成体は雌雄とも川を下り、河川の感潮域の下流部から海岸域にかけての潮間-潮下帯で交尾を行う。雄は海岸を放浪する習性が強く、交尾相手の雌を探して数km以上移動することも可能である。しかし雄は繁殖可能な雌を識別することはできず、視覚でのみ相手を確認して求愛行動もなく接近し、雌に抱きつき交尾を挑む。相手をよく確認できないため場合によっては未成体の雌や雄、他種に抱きつくことさえある。鋏脚の毛は配偶行動において使われるという説があるが、モクズガニの交尾のプロセスを見る限り全く関係が認められない。カニの中にはワタリガニ類など雌が脱皮直後の外骨格の軟らかい状態でのみ交尾をする種類がいるが、モクズガニの雌は外骨格が硬い状態で交尾をする。しかし雌は産卵可能な程度に卵巣が発達していないと交尾を受け入れない。海域に出現する雌は必ずしも卵巣が発達していないため、雄を拒絶し、拒絶された雄が諦めて離れるのがしばしば観察される。放卵中の雌も雄を拒絶し、孵化させた後は次の産卵の直前でないと交尾を受け入れない。雌が雄を受け入れた場合は、数十分程交尾が続く。交尾を解いたあと、雄は雌を抱きかかえ他の雄に奪われないよう交尾後ガードを行う。通常ガードは1日以内で終わる。大きな鋏脚を持った大きな雄ほど配偶成功率は高く、他のペアから雌を奪い交尾することや、ガード中に他の雄を追い払いながら雌をしっかりと捕まえておくことができる。

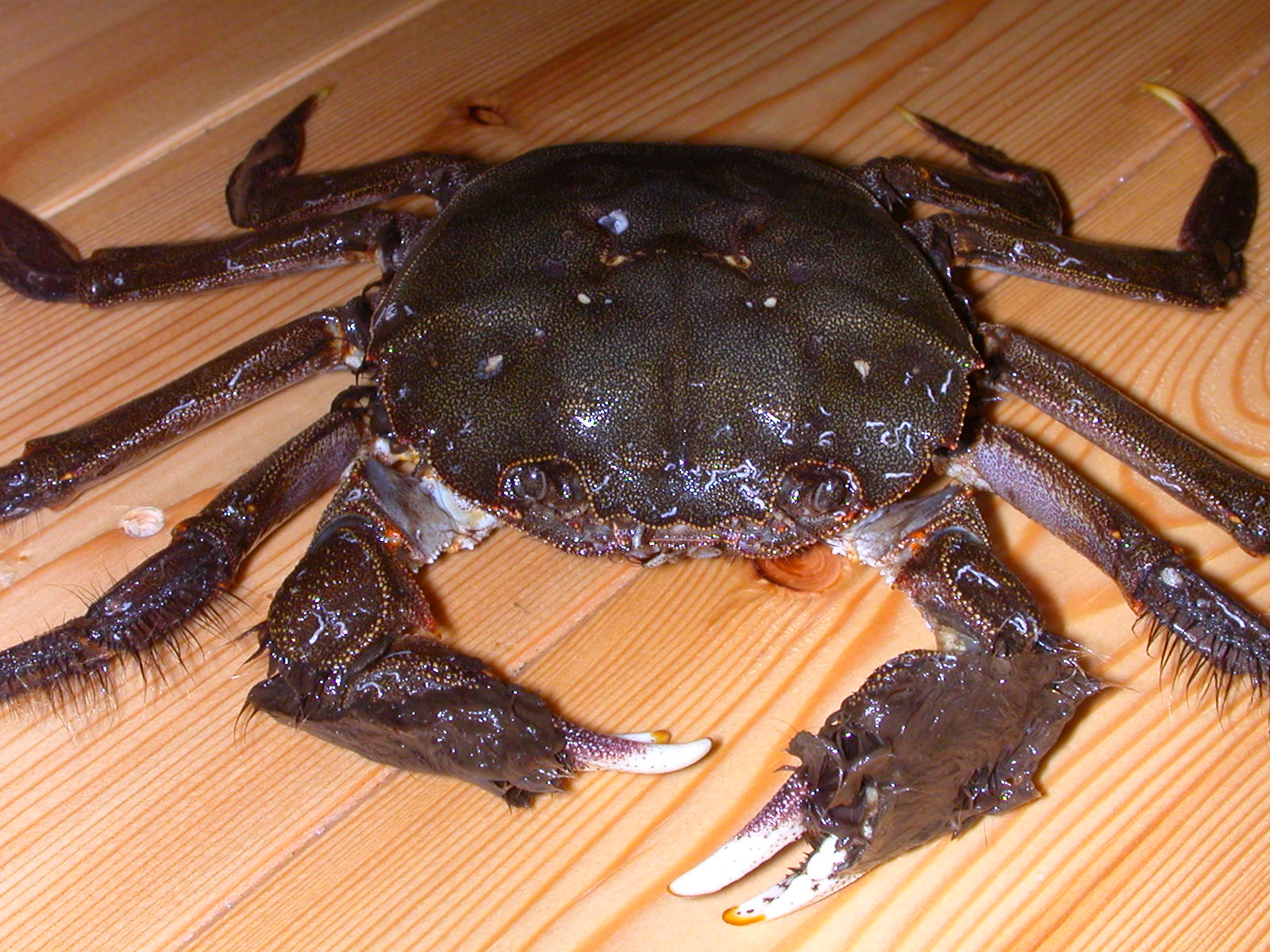
抱卵した成熟メス（甲幅7cm）
（2007年9月・千葉市）

雌は交尾後直径0.3-0.4mm程度の卵を産卵して腹肢に抱え、孵化するまで保護する。生涯産卵数は雌のサイズに応じて20万-100万の幅がある。このような産卵生態は、海産の他のイワガニ類同様の小卵多産の傾向であり、海域へ多数の幼生を放出し分布域を拡大させる繁殖戦略であるといえる。胚発生に要する期間（抱される期間）は、水温に応じて2週間から2ヶ月以上の幅がある。
孵化したゾエア幼生は0.4mmたらずで、遊泳能力の乏しいプランクトン生活を送るが、この時期は魚などに多くが捕食され、生き残るのはごくわずかである。しかし一方でこの時期の幼生は、浮力を調節したり垂直方向に移動することで潮流に乗り、広く海域を分散すると考えられる。そのため各河川に分布する個体群はそれぞれが孤立しているわけではなく、海域の幼生を通じてつながっているメタ個体群構造を成していると考えられる。それを裏付けるように、日本列島内では南西諸島を除くと遺伝子レベルの差異が非常に小さく、実際に河川どうしの交流が盛んであることが明らかになっている。
ゾエア幼生は10月や6月の水温の高い時期は2週間程度、冬の12月-2月にかけては2-3ヶ月で5回の脱皮をし、エビに似た形と遊泳法（腹肢による積極的な遊泳）を持つメガロパ幼生へと変態する。一般に完全に淡水適応したカニ類では幼生期間の欠落や短縮がみられるが（たとえばサワガニ類やジャマイカ産のイワガニ類など）、モクズガニのゾエア5期、メガロパ1期という脱皮齢数は、他の海産のイワガニ類と比べても短いわけではなく、同様に浮遊幼生の期間を過ごしているということができる。
遊泳能力の増したメガロパ幼生は、大潮の夜満潮時に潮に乗り、一気に海域から河川感潮域へ遡上する。メガロパ幼生は淡水に対する順応性が備わっており、満潮時以外ほとんど淡水の流れる河川感潮域の上部に着底する。またメガロパ幼生は流れに対し正の走性があるため、瀬や魚道の直下に集中して着底する傾向がある。同様な環境に着底するカニのメガロパ幼生にオオヒライソガニやクロベンケイガニがいるが、モクズガニは甲長2mm程度、オオヒライソガニは4mm、クロベンケイガニが1mm程度で容易に識別できる。メガロパ幼生は10日前後で甲幅2mm程度の1齢稚ガニに変態する。着底時期は秋（10月-12月）および晩春から初夏（5月-6月）の2つのピークがある。
稚ガニは変態後しばらく成長した後、甲幅5mm程度になると上流の淡水域へ遡上分散を開始し、おもに甲幅10mm台の未成体が成長しながらかなり上流まで分布域を拡げる。このサイズの未成体は歩脚の長さが相対的に長く、移動するのに適した形態を持っており、垂直な壁もよじ登ることができる。そのため遡上の障害になる河川に作られた横断工作物（堰など）も、ある程度の高さまではたやすく越える事ができ、魚道の護岸壁を水面から上がった状態で移動している個体も各地で目撃されている。いくつかの河川の魚道では、このようなカニが移動しやすいように、漁協や河川工事事務所により麻などでできた太い綱が水面近くに垂らされている。この分散中の未成体は淡水魚に捕食される可能性が高く、ニゴイでは胃袋を大量のカニで満たしたものも確認されている。未成体は河川で成長し、冬季の低水温期を除き脱皮を続ける。変態後1年で甲幅10mm台、2年で20mm台に達し、多くは変態から2-3年経過した後、夏から秋に成体になる。
成体は主にその年の秋から冬にかけて川を下るが、地域によっては春になってから下るものがいる。雨が降り増水した時にカニの動きが活発になるので、下る個体が多い。堰のある川では、秋になるとしばしば川を下る成体が堰の直下の護岸壁にへばりついているのが観察される。しかし滝や堰を下るカニには水に流されて落下するものも多く、落差の大きな場所では、叩きつけられて死んでいるカニが見つかることもある。また川を下る行動のピークは11月頃であるが、感潮域ではこの頃になると、環境の変化に耐えられず繁殖に参加する前に死んだと思われる成体の死骸が多数見られるようになる。またこの頃、陸上を移動する個体が観察されることもある。
河口域から海域では9月から翌年6月にかけてのほぼ10ヶ月、繁殖に参加する成体が観察される。雌は4-5ヶ月の間に3回の産卵を行い、回を経るごとに産卵数は減少する。繁殖期の終わりになると雌雄とも疲弊して全て死滅し、河口付近の海域では多数の死体が打ち上げられる。死骸はウミネコなど海鳥にとってはよい餌となる。一度川を下って繁殖に参加すると、雌雄とも脱皮成長することなく繁殖期の終わりには死亡するため、二度と川に戻ることはない。寿命は産卵から数えると、多くは3年から5年程度と考えられる。
これまで、モクズガニは祖先が海域から河川へと分布を拡げ、淡水環境での成長という形質を獲得したものの、歴史が浅くサワガニ類のような完全な淡水環境での繁殖能力を獲得できていない、「まだ進化の途上にある種」とみなされることも多かった。しかし繁殖戦略や幼生の発生と分散から明らかなように、実際にはそうではなく、河川淡水域での成長と海域での繁殖による分布域拡大という、両方向の環境への適応を活用している種であると言うことができる。スナガニ類やベンケイガニ類、同属のチュウゴクモクズガニと異なり、底質が固い粘土質である場合を除いて細長い巣穴を掘ることはまれである。特定のなわばりを持つこともないようで、移動性が高く、水中の岩の下に複数の個体が同居することも普通である。水流に対しては正の走性があるようで、淵に比べ瀬を好む傾向がある。しかし完全に瀬にのみ分布が集中するわけではなく、瀬頭から淵尻にかけての周辺に高密度の分布がみられる場合もある。堰がある場合も同様で、堰の直上の堪水域と直下の急流域にかけて分布が集中する場合がある。
ヤドリムシ類が取り付くと雄が雌化するという。
乾燥耐性が比較的高く、モクズガニでの実験では甲幅6cm前後の個体では40-100時間ほどは無水条件下でも生存する。大きい個体ほど生存時間が伸びる傾向があるが、チュウゴクモクズガニとの比較では種による差はほとんど見られなかった。

## 分布
小笠原諸島を除く日本全国、樺太、ロシア沿海州、朝鮮半島東岸、済州島、台湾、香港周辺まで分布する。分布域はチュウゴクモクズガニの分布域である中国大陸東岸部から東北部、朝鮮半島西岸を取り囲むように、亜熱帯から亜寒帯までの広範囲にわたっている。そのため外骨格の形態は共通でも、南方の個体群と北方の個体群では遺伝子のレベルである程度の隔たりがある可能性が強い。
川やその周辺の水田、用水路、河口、海岸などに生息する。一般的に、同じ川にすむサワガニよりは下流域に棲み、また同じイワガニ科のアカテガニのように乾いた陸上にあがることは少ない。淡水域にいる間は基本的に夜行性で、昼間は水中の石の下や石垣の隙間などに潜み、夜になると動きだす。海に下ると潮の干満に合わせた行動も見られるようになり、昼の満潮時でも活動中の個体を観察することができる。未成体は河川の感潮域からかなり上流の淡水域にかけて分布するが、分布の中心は淡水域の下流部にある。雌雄とも上流に行くほど大きく成長するため、大型の個体が採集される。上流域で採集された例としては、1980年代に長野県を流れる千曲川水系の犀川や、諏訪湖周辺(1986)で採集されたという記録がある。ただし、犀川流域で捕獲された個体はダム建設以前に遡上し、生存していた個体ではないかと考える研究者もいる。
四万十川などの清流や信濃川、北上川などの大河で漁獲され、川の豊かさを示すイメージもあるが、水路のようなごく小さな川でも、流量があり外海と繋がってさえいれば多数分布している。また多くの干潟のカニ類が特定の底質環境を好み棲み分けが見られるのに比べ、モクズガニは砂、泥、岩、転石、コンクリートなど様々な底質に出現し、底質に対する選好性は比較的弱い。そのため様々な環境に適応する能力があるのは確かである。

## 分類学上の位置づけ

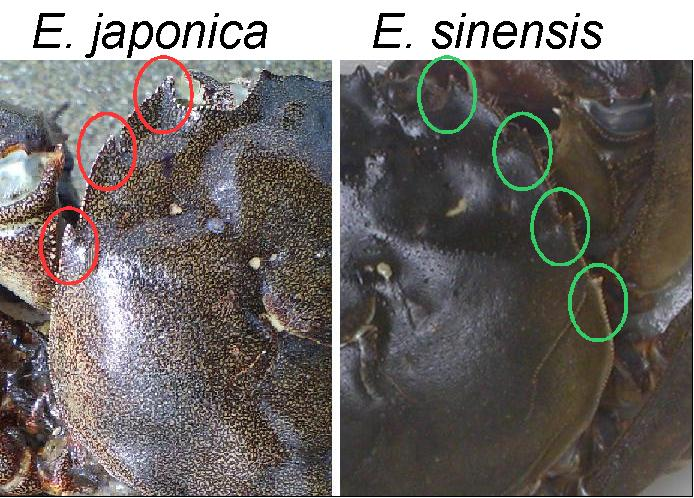
モクズガニ(左)、チュウゴクモクズガニ(右)の比較。前側縁の突起が、モクズガニは3箇所、チュウゴクモクズガニは4箇所ある。

モクズガニ類には甲の形態と鋏脚の毛の発達状態から、モクズガニ Eriocheir japonica の他にチュウゴクモクズガニ E. sinensis、ヘプエンシス E. hepuensis、オガサワラモクズガニ E. ogasawaraensis、ミナミモクズガニ Platyeriocheir formosa、ヒメモクズガニ Neoeriocheir leptognathus が知られている。
種の記載はモクズガニが一番早く、シーボルトが日本から持ち帰った標本を元に1835年に記載された。日本の動物相をヨーロッパに紹介した書物であるファウナ・ヤポニカには雄のモクズガニの立派な挿絵が描かれている。その後チュウゴクモクズガニが1853年、ヘプエンシスはモクズガニの亜種扱いから新たに1991年、ヒメモクズガニは1913年に記載されたものである。ミナミモクズガニは1939年に最初に Eriocheir rectus として記載されたが、大陸産の他種との混乱から新たに1995年に種名変更を行い、台湾産の個体をもとに記載し直したものである。オガサワラモクズガニは2006年に記載されたばかりである。ヒメモクズガニとミナミモクズガニはもともと Eriocheir 属であったが、3種（モクズガニ/チュウゴクモクズガニ/ヘプエンシス）との差を評価して、1999年に整理が行われた際に別属に直された。
モクズガニ類は、河口域の干潟のみに産するヒメモクズガニ以外は、全て河川と海の両方に分布する通し回遊種である。

ヘプエンシス E. hepuensis Dai は、突起の発達程度などに関してモクズガニとチュウゴクモクズガニの中間的な形態を有している。報告は非常に少ないが、分布域は広東省よりさらに南部の広西省自治区合浦県周辺である。
オガサワラモクズガニ E. ogasawaraensis Komai は小笠原諸島の固有種で、分布が限られ個体数も少ないため環境省のレッドデータブックでも絶滅危惧II類 (VU) に指定され、保護が必要とされている。1970年に文献に分布が記録されて以来、従来は本土産と同種とみなされていた。しかし後の調査で、頭胸甲が横に広く、体色が赤紫を帯びていることや、成体ではハサミに生える毛の分布状態が異なること、サイズも甲幅7-10cmが普通で本土産に比べ巨大であることが明らかになり、さらには遺伝子（ミトコンドリアDNA）のレベルでも明らかに本土産と異なっていることから、新種と認定された。
モクズガニ属は1990年代以降、国際的に分類学上混乱を来しているグループである。Eriocheir 属のうち3種は遺伝的に非常に近縁であるため、一部の中国（大陸）の遺伝学者がチュウゴクモクズガニとモクズガニとヘプエンシスを亜種扱いにし、最も種記載の早かったモクズガニに統合した論文を発表してしまった。しかしそれを認めない他地域の分類学者はそれを無視し、従来どおり別種として扱っている。そのため学術雑誌においてチュウゴクモクズガニを Eriocheir sinensis とする表記と E. japonica sinensis とする表記が混在するようになってしまった。また染色体数の調査においては、従来 E. sinensis と E. japonica で数が異なり別種として明瞭に区別できるとされていたのが、同じ2n=146であったことも明らかとなっている。
ミナミモクズガニ Platyeriocheir formosa (Chan, Hung & Yu) は、台湾の東岸部に分布する種で、スプーン状に湾曲した鋏脚を持ち、毛は掌部の外面にみ密生する。中国大陸にも分布すると当初記載されていたが、異種であることが確認され、台湾の固有種ということで新たに記載が行われた。形態的にも遺伝的にもモクズガニ属3種と近いので、Eriocheir 属として扱うことを主張する研究者もいる。現地では食用にされている。
ヒメモクズガニ Neoeriocheir leptognathus (Rathbun) は、成体でも甲幅2cm程度までの他種に比べて小型の種であり、遺伝的にも少し離れている。鋏脚の毛は掌部の内面にのみ密生する。歩脚にも毛が密生しており、遊泳することができる。チュウゴクモクズガニと同様の、黄海に面した朝鮮半島西岸域から中国の大陸部の東シナ海沿岸域及び福建省廈門市付近までと、ベトナムのトンキン湾沿岸の干満差の大きい泥質の干潟に分布している。朝鮮半島ではガザミと一緒に漁獲され、食用にされるという戦前の報告がある。日本でも佐賀県などの有明海の湾奥部に分布していることが、1983年に初めて記載された。有明海は、日本では唯一大陸に類似した干満差の大きい海域であるため、ムツゴロウなど、日本が大陸と地続きであった頃から取り残されたと考えられる「遺存種」にあたる種が多数分布している。ヒメモクズガニもその一例で現地では知られているようだが、詳しい研究報告は非常に少ない。そのため2001年度の「河川水辺の国勢調査」で筑後川においてヒメモクズガニが初めて確認されたことが話題となった。
最初にモクズガニ属が詳しく研究されたのは、ドイツに侵入したチュウゴクモクズガニである。1933年には『Die Chinesische Wollhand Krabbe in Deutschland（ドイツにおけるチュウゴクモクズガニ）』という報告がまとめられ、形態や回遊する生態、侵入による被害まで記録されている。
中国から朝鮮半島にかけてのモクズガニ類の研究は、最初は主に戦前、統治・進出していた日本の研究者により進められた。1935年の『東亜のモクヅガニに就きて』には4種のモクズガニを解説している。また1941年の『朝鮮産甲殻十脚類の研究』では、朝鮮半島に酒に漬けて「酔蟹」として食べる習慣があったが、吸虫の感染を防ぐため統治政府が必ず火を通すよう通達を出したことや、一時期モクズガニの缶詰も製造されたことも書かれている。

## 人間との関係

### 漁
日本各地で「ツガネ」「ツガニ」（津蟹）、「川ガニ」、「ヤマタロウ」（山太郎）などという方言（地方名）で呼ばれ、古来食用にされてきた。漁期は春のほか、秋から冬にかけて産卵のために川を下るモクズガニを狙い、梁のような仕切りを併用した籠漁などが行われる。
消費傾向は地域により差があり、多くの地域で地元で自家消費される他、県内で販売され消費される地域が多い。九州は消費の盛んな地域であり、鹿児島県、宮崎県、大分県のほか島根県などから福岡県など北九州方面へ出荷されている。炭坑のあった筑豊地方では、「穴から出られる」という縁起担ぎのために食する習慣があった。また北陸地方（富山県や福井県）から関西・中京方面へ出荷されることもある。四国では仁淀川や四万十川産が有名である。取引きされる場合、多くはkgあたり1000円から2000円程度の卸値で扱われるが、関東や九州などの一部の地域では季節により3000円以上の高値が付くこともある。秋田県由利本荘市では例年5月、「子吉川ガニまつり」を開いて、観光にも役立てている。

### 資源保護
乱獲が心配されているため、内水面漁協による河川内の資源育成事業が各地で行われている。とりわけ、卵から孵した幼生をアルテミア（ブラインシュリンプ）などを餌として比較的容易に稚ガニにまで育てることができるので、育てた稚ガニを放流する増殖事業が、大分県、広島県、山口県、和歌山県、新潟県など各地で行われている。放流により心配される、遺伝的多様性の喪失や、他地域から異なる遺伝子集団を混入させることで生じる遺伝的撹乱については、本来日本産のモクズガニが遺伝的多様性が低いため、他の淡水産の漁獲対象種と比べてほとんど問題とならないということもわかっている。

### 食用
日本本土の淡水生カニとしては最も大型になる種であり、食用価値は高く各地で食用にされている。食用部は主に、甲を開くと現れる「カニミソ」と呼ばれる中腸腺（黄色）と、脚の付け根にある筋肉の一部であり、さらに成熟したメスでは発達した卵巣（生時褐色、加熱すると橙色）、オスでは大型の鋏脚の筋肉も味わうことができる。海産のカニと異なる独特の甘みの強いカニミソは、珍味として愛好され、特に卵巣の発達したメスはオスよりも珍重される。
他の淡水エビ、カニ同様に寄生虫感染のリスクがあるために生食はせず、十分な加熱処理が強く推奨される。モクズガニからは吸虫類（別名ジストマ）の一種、肺吸虫が確認されている。名前の通り肺に付く寄生虫であり、典型的には咳や血痰、胸水貯留などを引き起こす。稀に肺以外の他の組織に迷入する例も報告されており、特に脳に入ると重症化する。
モクズガニの調理法には生の状態のカニを潰す工程を持つ料理があり、飛散した体液や組織による周辺の食品や調理器具の汚染にも注意する必要がある。中国や朝鮮半島を中心に、モクズガニ類を酒漬けや酢漬けで食用にする文化があるがこれも感染のリスクがある。日本においても佐賀県において、酒漬けのモクズガニによる集団感染の事例が報告されている。
カニへの寄生率は川によって大きく異なるという報告が多い。カニ体内で寄生虫が多いのは体部筋肉および脚筋肉、および鰓の血管内が多く、内臓部には少ない。また関節付近に多く出現することから、関節の軟甲部から吸虫がカニへ侵入することが多いと考えられる。

## 伝承など
モクズガニにまつわる伝承や地名などは各地に存在する。たとえば長崎県西海市大瀬戸町雪浦川には「つがね落としの滝」（つがねの滝）という滝があり、これは産卵のため川を下るモクズガニが滝から落ちる様から名づけられたものと思われる。
福岡県大牟田市の夏祭りには10メートル余りの大蛇（龍）の山車が出され、大蛇の目玉争奪戦がくりひろげられる勇壮な祭りがある。その由来は諸説があるが、その1つに大牟田市三池地区の大蛇伝説がある。大蛇の生贄にされようとしたお姫様を大ツガネ（モクズガニ）がハサミを振って格闘の末、大蛇から救ったという話で、ツガネのはさみで大蛇が3つに切られ3つの池となったという。三池の名称は三池炭坑で有名だが、大牟田の一地域を示すとともに、一般的に大牟田の別称として企業名などにもよく使われる。
また、さるかに合戦の別伝で、カニがサル（猿）から奪ったカキを持って巣穴に逃げ込む話がある。サルが怒って「それでは巣穴に糞をひり込んでやる」と言って尻を向けたので、蟹がサルの尻の毛を鋏でむしった。それ以来、サルの尻から毛がなくなり、蟹の鋏には毛が生えるようになったという。

## 呼称
学名については、一般向けの書物や分類学以外の学術雑誌では Eriocheir japonicus が用いられることがあるが、20世紀末頃から甲殻類の分類学者の間では種名を "japonica" とする方針が確定している。学名には属名と種名の性 (gender) 一致の原則が決められているが、属名 Eriocheir がラテン語ではなく古代ギリシア語に由来し性不明の単語とみなされたため、ラテン語の原則が適用されず、男性形の  japonicus と女性形の  japonica のどちらにするか混乱がみられた。しかし古代ギリシア語にも性は存在し、Eriocheir は女性である。甲殻類の研究論文が発表される最も信頼のおける国際学術誌である『Journal of Crustacean Biology』や『Crustaceana』では、japonica が用いられている。日本甲殻類学会でも japonica を用いているので、現時点ではそれに倣うのが望ましい。
日本では別名や地方名が多くある。モクゾウガニ（千葉県習志野市）、ズガニ（静岡県伊豆地方）、ツガニ、ツガネ（長崎県）、ヤマタロウ、山太郎ガニ（宮崎県日南市）、カワガニ、ケガニ、ヒゲガニ（徳島県貞光町）、ガンチ（徳島県阿南市）、太田川流域の広島市では「毛ガニ」（スーパーマーケットなどで並ぶ北海道などからこの地方に来るカニは「北海道の毛ガニ」や「花咲ガニ」などと呼ぶ）などである。モクズガニは主に関東地方の呼び名であり、西日本ではツガニやズガニと呼ぶ地域が多い。第二次世界大戦前は「モクヅガニ」と書かれていた。「モズクガニ」は誤記